# Gaspar dos Reis Silva
Gaspar dos Reis Silva, primeiro e único visconde de Vieira (Vieira do Minho,? –?), era comendador da Ordem Militar de Cristo e grande proprietário de terras na região das Minas Gerais, entre as quais destaca-se a fazenda de Santa Angélica.
Filho de Joaquim Manuel Silva, sargento de milícias, tendo participado da acção de Torres Vedras, e senhor da Casa da Igreja em Cantelães (Vieira do Minho, Braga), e de Francisca Teresa Rebelo. Neto paterno de José Simões da Silva e de Sebastiana Maria Soares. Casou-se em primeiras núpcias com Cecília de Morais Costa, filha de José Gonçalves de Moraes, "O Cadete", e neta de António Gonçalves de Morais, barão de Piraí. Em segundas, casou-se com Célestine Christine Auguste Jeanne de Bar.
Feito visconde por decreto de 29 de julho de 1886, de D. Luís I de Portugal.